# Cairns Taipans
Los Cairns Taipans son un equipo de baloncesto australiano con sede en la ciudad de Cairns, en el norte de la región de Queensland, que compite en la NBL, la principal categoría del baloncesto oceánico. Disputa sus partidos en el Cairns Convention Centre, con capacidad para 5300 espectadores. Su apodo, Tairpans, hace referencia a un tipo de serpiente venenosa autóctona.

## Historia
Los Taipans debutaron en la Liga Australiana en 1999, con un partido que les enfrentó en casa a los Sydney Kings ante más de 4.000 espectadores. Su mejor temporada fue la 2005-06, en la cual acabaron en la quinta posición de la fase regular, alcanzando por primera vez las semifinales de la competición, siendo derrotados ante los Kings. Al año siguiente repetirían clasificación.

## Palmarés
- NBL
  - Semifinalista 2006 y 2007